# David Kross
David Kross, all'anagrafe David Kroß (Henstedt-Ulzburg, 4 luglio 1990), è un attore tedesco.

## Biografia
Nato nello Schleswig-Holstein, David Kross è cresciuto a Bargteheide, 27 km a nord-est di Amburgo, dove ha frequentato il Gymnasium Eckhorst, diplomandovisi nel 2007. Nel tempo libero, fra il 2004 e il 2006, ha giocato a pallacanestro nel TSV Bargteheide. David ha due fratelli ed una sorella. Nel dicembre 2003 avviene il suo debutto nel gruppo teatrale per bambini Blaues Wölkchen del Kleines Theater di Bargteheide. A quindici anni ottiene il ruolo principale nel film Giovane e violento (2006) di Detlev Buck e due anni dopo in Krabat e il mulino dei dodici corvi (2008) di Marco Kreuzpaintner.
Al fianco di Kate Winslet interpreta il giovane Michael Berg in The Reader - A voce alta (2008) di Stephen Daldry, un film che narra la complessa relazione fra una donna appartenuta in passato alle SS e un ragazzo ignaro dei suoi trascorsi. Per recitare in questo film Kross ha dovuto studiare l'inglese e aspettare, durante la lavorazione, il compimento dei diciotto anni prima di girare le scene in cui lo si vede completamente nudo. Richiamato dal regista Detlev Buck, l'attore ha recitato nell'inedito Same Same But Different, ambientato in Cambogia.
Nel 2009 Kross si trasferisce a Londra per un corso di recitazione triennale alla London Academy of Music and Dramatic Art, che lascia però già alla fine dello stesso anno stabilendosi a Charlottenburg, un sobborgo di Berlino. Successivamente recita nel film War Horse diretto da Steven Spielberg nel ruolo del soldato tedesco Günther. Kross ha dichiarato di non avere intenzione di trasferirsi a Hollywood preferendo restare in Germania e continuare a recitare in film sia in lingua tedesca che inglese.

## Filmografia

### Cinema
- Aiuto, sono un ragazzo...! (Hilfe, ich bin ein Junge), regia di Oliver Dommenget (2002)
- Adam & Eva, regia di Paul Harather (2003) (non accreditato)
- Giovane e violento (Knallhart), regia di Detlev Buck (2006)
- Hände weg von Mississippi, regia di Detlev Buck (2007)
- Krabat e il mulino dei dodici corvi (Krabat), regia di Marco Kreuzpaintner (2008)
- The Reader - A voce alta (The Reader), regia di Stephen Daldry (2008)
- Same Same But Different, regia di Detlev Buck (2009)
- Das Blaue vom Himmel, regia di Hans Steinbichler (2011)
- War Horse, regia di Steven Spielberg (2011)
- Prigionieri del ghiaccio (Into the White), regia di Petter Næss (2012)
- Die Vermessung der Welt, regia di Detlev Buck (2012)
- Anleitung zum Unglücklichsein, regia di Sherry Hormann (2012)
- Michael Kohlhaas, regia di Arnaud des Pallières (2013)
- Angelica (Angélique), regia di Ariel Zeitoun (2013)
- Rico, Oskar und die Tieferschatten, regia di Neele Leana Vollmar (2014)
- Boy 7, regia di Özgür Yildirim (2015)
- Race - Il colore della vittoria (Race), regia di Stephen Hopkins (2016)
- Rico, Oskar und der Diebstahlstein, regia di Neele Leana Vollmar (2016)
- Simpel, regia di Markus Goller (2017)
- Halal Daddy, regia di Conor McDermottroe (2017)
- Balloon - Il vento della libertà (Ballon), regia di Michael Herbig (2018)
- The Keeper, regia di Marcus H. Rosenmüller (2019)
- La febbre del cemento (Betonrausch), regia di Cüneyt Kaya (2020)
- Prey, regia di Thomas Sieben (2021)
- The King's Man - Le origini (The King's Man), regia di Matthew Vaughn (2021)
- Bekenntnisse des Hochstaplers Felix Krull, regia di Detlev Buck (2021)

### Televisione
- Paare – serie TV, episodi 1x05-2x09 (2015)
- Die Akte General, regia di Stephan Wagner – film TV (2016)
- Davos (Davos 1917) – serie TV, (2023)

## Doppiatori italiani
Nelle versioni in italiano nelle opere in cui ha recitato, David Kross è stato doppiato da:
- Davide Perino in The Keeper, Davos
- Fabrizio De Flaviis in Krabat e il mulino dei dodici corvi
- Stefano Sperduti in Prigionieri del ghiaccio
- Emiliano Coltorti in The Reader - A voce alta
- Nik Patuto in War Horse
- Maximilian Dirr in Race - Il colore della vittoria
- Matteo De Mojana in Prey